# Абпахш
АбпахшабоАб Пахш (перс. اب پخش) — місто на півдні Ірану, у провінції Бушир.
Входить до складу шахрестану Дештестан. На 2006 населення становило 15 302 людини.

## Географія
Місто розташоване в центральній частині Буширу, на рівнині Гермсир, між узбережжям Перської затоки та хребтами південно-західного Загроса, на висоті 14 метрів над рівнем моря. Абпахш розташований на відстані приблизно 50 кілометрів на північний схід від Бушира, адміністративного центру провінції і на відстані 700 кілометрів на південь від Тегерану, столиці країни.